# 봄날의 미소
《봄날의 미소》는 MBC에서 2005년 5월 9일부터 2005년 5월 10일까지 가정의 달 특집극으로 방영되었던 드라마이다.

## 줄거리
태권도장 관장인 대범과 기상청 예보사인 현주는 절박하게 심장 이식을 기다리고 있다. 대기자 명단에 1, 2위로 올라와 있는 두 사람은 장기이식센터에서 이식 거부반응 검사를 하다 처음 만난다. 큰어머니 내순의 호적에 이름을 올리려 법원에 온 대범은 우연히 이혼 수속을 마치고 나오는 현주와 그녀의 남편 형석의 대화를 듣게 된다. 죽음을 앞둔 여자에게 차갑고 이기적으로 대하는 형석이 못마땅해 대범은 자신도 모르게 그를 때려눕힌다. 그런 대범의 모습에 마음이 움직이는 현주는 대범과 흐린 구름 같은 사랑을 시작한다.
장기이식센터에서 뇌사자가 생겨 두 사람 모두에게 전화가 와 각자 검사절차를 밟으러 갔다 오게 되고, 다시 만나지만 여전히 불편한 느낌은 지울 수 없다. 하지만 둘 다 적합하지 않아 3순위인 다른 사람에게 기회가 갔다는 연락을 받게 된다. 갑자기 미래가 까마득해진 현주는 대범에게 순서를 양보해달라며 매달리지만, 대범 역시 포기할 수 없다며 고통스러워한다.

## 출연진

### 주인공
- 조재현 : 임대범 역

세련미 없는 약간 촌스러운 분위기지만 도복만은 아주 잘 어울리는 우직하고 성실한 체대출신의 태권도장 관장이다. 어릴 때 엄마가 첩으로 이 집에 들어오면서 가족으로 엮인 큰어머니(본처) 밑에서 자랐으며, 지금까지도 그런 큰어머니에게 친엄마 이상으로 잘한다. 도장에서는 꼬마대장 같이 아이들과 잘 어울리는 명랑하고 밝은 사람이며, 타고난 천성이 착하고 낙천성으로 예기치 못한 상황도 받아들이려 하는 밝은 성격이다. 하지만 이루지 못한 짝사랑을 지금껏 바라보기만 하는 소심한 면도 있다.
- 김여진 : 한현주 역

똑 부러진 걸 좋아하고 매사에 자신이 있는 대기과학을 전공한 석사출신의 기상청 예보사다. 꼼꼼하고 예민하며 잘 풀리지 않는 일에 대해서는 시니컬해지는 날카로움이 있지만, 속내는 시시각각으로 변하는 하늘 풍광만큼 정서적으로 풍부하고 다채롭다. 자신을 사랑하지만 미안함으로 차마 받아들이지 못하는 대범에게 적극적으로 사랑을 일깨워주고, 그의 상처들을 따스하게 끌어안는다.

### 주요 인물
- 김혜자 : 박내순 역

대범의 큰어머니. 어느 날 갑자기 나타난 남편이 데리고 온 여자와 그녀의 어린 아들 대범에게 큰 충격을 받지만, 전형적인 시골 아낙처럼 ‘아들 품고 있는 사람이 제사상 받는 거’라는 고지식함으로 대범을 데리고 서울로 상경하여 대범만을 의지하며 평생을 살아왔다.
- 임현식 : 대범 부 역

내순의 남편. 내순에게는 내심 미안함이 있으나 대범 엄마와 살면서 그녀에게 꼼짝 못하는 살고 있다.
- 박정수 : 대범 모 역

할말 다 하고 남편도 휘두르며 내순에게도 큰소리치며 산다.
- 서지희 : 김아영 역

형석과 현주의 딸

### 그밖의 인물들
- ? : 김형석 역. 현주의 남편

가정생활보다 자신의 일이 더 중요한 이기적인 인물로 냉정하다.
- 박철민 : 장일권 역

대범의 후배이자 태권도장 사범. 대범과는 친구처럼 형제처럼 지내는 절친한 사이. 특유의 익살과 재치가 있지만 진지하다.
- 김소이 : 전명희 역

현주의 직장 동료. 현주가 유일하게 맘을 터놓고 지내는 사이로 궁금한 건 못 참는다.
- 김중기 : 박영철 역. 대범의 친구
- 박영지
- 견미리 : 간호사
- 맹상훈 : 대범의 선배. 호적 정리에 관한 상담을 해줌
- 정명환
- 정한헌
- 이승아
- 백종헌
- 오협
- 이미선
- 최성웅

## 이모저모
- 대장금팀들이 뭉쳐서 만든 드라마.